# Прокудін-Горський Сергій Михайлович
Сергій Михайлович Прокудін-Горський (рос. Серге́й Миха́йлович Проку́дин-Го́рский вимоваⓘ; 30 серпня 1863, Фунікова Гора — 27 вересня 1944, Париж) — російський фотограф, зробив значний внесок у розвиток фотографії.

## Життєпис
Дитинство Сергія Михайловича Прокудіна-Горського пройшло у родовому маєтку Прокудіних-Горських Фунікова Гора. За деякими відомостями, навчався в Імператорському Олександрівському ліцеї, однак документами це наразі не підтверджено. Закінчив Технологічний інститут у Санкт-Петербурзі, де відвідував лекції Дмитра Менделєєва. Після того продовжив вивчення хімії у Берліні та Парижі. Співпрацював з відомими хіміками та винахідниками: Момене, Міте. Разом із ними зайнявся розробкою перспективних методів кольорової фотографії.
Повернувшись до Росії в середині 1890-х років, одружився з Ганною Олександрівною Лавровою (1870–1937) — дочкою відомого російського металознавця та директора товариства гатчинських дзвонових, мідеплавильних та сталеливарних заводів Олександра Степановича Лаврова. Сам Прокудін-Горський став директором правління на підприємстві свого тестя. 1898 р. став членом фотографічного відділу Імператорської Російської технічної спілки та виступив з повідомленням «Про фотографування зоряних дощів». Уже в той час він був найбільшим російським авторитетом у галузі фотографії, йому було доручено організовувати курси практичної фотографії при ІРТС.
2 серпня 1901 року в Петербурзі було відкрито «фотоцинкографічну та фототехнічну майстерню» С. Прокудіна-Горського, де були розташовані лабораторія та редакція журналу «Фотограф-аматор».
13 грудня 1902 року Прокудін-Горський вперше оголосив про створення кольорових діапозитивів за методом трикольорової фотографії, а у 1905 році запатентував свій сенсибілізатор, який мав, за деякими даними, переваги перед аналогічними розробками інших хіміків, у тому числі і перед сенсибілізатором Міте.
У травні 1908 року Прокудін-Горський їздив до Ясної Поляни, де зробив кольоровий фотографічний портрет Льва Толстого. У своїх записах Прокудін-Горський зазначив, що письменник «особливо живо цікавився всіма найновішими відкриттями у різних галузях, а також і питанням передачі зображення у істинних кольорах». Також, відомі зроблені ним фотографії Федора Шаляпіна та царської сім'ї.
30 травня 1908 року в залах Академії мистецтв пройшов показ кольорових проєкцій світлин, зроблених Прокудіним-Горським. Його знімки старовинних ваз-експонатів Ермітажу пізніше були використані для реставрації їхніх втрачених кольорів.
Вже у той час фотограф замислює грандіозний проєкт: відобразити в кольорових фотографіях сучасну йому Росію, її культуру, історію і модернізацію. Прокудін-Горський в 1909 році отримує аудієнцію у царя Миколи II, який доручає йому зняти всілякі сторони життя всіх областей, що складали тоді Російську імперію. Для цього фотографові було виділено спеціально обладнаний залізничний вагон. Чиновникам було наказано допомагати Прокудіну-Горському в його подорожах і не перешкоджати навіть у фотографуванні стратегічних об'єктів, зокрема мостів, заводів тощо.
У 1909–1915 роках Прокудін-Горський об'їздив значну частину Росії, фотографуючи старовинні храми, монастирі, заводи, види міст і різноманітні побутові сцени. У ці ж роки в Самарканді Прокудін-Горський випробовує винайдений ним кіноапарат для кольорової кінозйомки; втім, якість знятого фільму виявилася незадовільною. Під час Першої світової війни Прокудін-Горський робив фотохроніку бойових дій, але згодом був вимушений відмовитися від подальших фотографічних дослідів і зайнявся цензурою кінематографічних стрічок, що прибували з-за кордону, аналізом фотопрепаратів і навчанням екіпажів літаків методам аерофотозйомки.
Незабаром після Жовтневого перевороту 1917 року став професором заснованого А. Луначарським фотокіноінституту. Востаннє його колекція фотографій демонструвалась у Росії 19 березня 1918 року, але незабаром після цього Прокудін-Горський покинув РРФСР, та вивіз із собою майже всі зроблені фотопластини, за винятком вилучених у нього фотографій царської сім'ї та стратегічних об'єктів.
Опинившись в еміграції, фотограф якийсь час пробув у Норвегії й Англії. Переїхавши в 1922 році до Ніцци, Прокудін-Горський працював разом з братами Люм'єр. На початку 1930-х років фотограф займався просвітницькою діяльністю у Франції і навіть збирався зробити нову серію фотографій художніх пам'ятників Франції та її колоній. Ця ідея була реалізована сином Прокудіна-Горського — Михайлом.
Помер у Парижі, за декілька тижнів після звільнення міста військами союзників. Похований на російському кладовищі Сент-Женев'єв-де-Буа.

## Технологія
На початку XX століття ще не існувало багатошарових кольорових фотоматеріалів, тому Прокудін-Горський використовував звичайні чорно-білі фотопластини і фотоапарат власної конструкції (точна його схема невідома; ймовірно, він був схожий на фотоапарат системи Міте). Через кольорові фільтри синього, зеленого і червоного кольорів робилися послідовно три швидкі знімки одного і того ж сюжету, після чого виходили три чорно-білі позитиви. Для проглядання таких світлин використовувався проєктор, що працює через відповідні світлофільтри. При проєкції зображень з фотопластин на екран виходило повнокольорове зображення. Можливо, покази проєкцій фотографії Прокудіна-Горського стали першими у світі демонстраціями слайдів.
Існував також спосіб, за допомогою якого зображення з фотопластин можна було отримати на папері. Для цього використовувалась літографія. Проте, у зв'язку з трудомісткістю перекладу зображення на літографський камінь, лише лічені фотографії Прокудіна-Горського були опубліковані в кольорі за життя фотографа. Серед них портрети Ф. Шаляпіна та Л. Толстого.

## Доля колекції Прокудіна-Горського і комп'ютерна обробка його фотографій
Слід зазначити, що Прокудін-Горський не був піонером у галузі кольорової фотографії. Досить багато фотографів робили знімки в схожій техніці, проте тільки ця колекція збереглась так добре і в такому обсязі.
Колекція фотографій Прокудіна-Горського була куплена у його спадкоємців в 1948 році Бібліотекою Конгресу США і довгий час лежала в архівах. Тільки розвиток комп'ютерних технологій дозволив обробити ці знімки і показати унікальні види Російської імперії в усіх кольорах.
У 2001 році бібліотека конгресу відкрила виставку «імперія, якою була Росія». Для неї скляні пластини були відскановані, і за допомогою комп'ютера відтворені початкові кольорові фотографії.
Багато фотографій Прокудіна-Горського до революції були опубліковані на поштових листівках і як ілюстрації в книгах. Проте технологія друкарського відтворення кольорових зображень з кольоророздільних негативів була у той час досить складною, а результати не відрізнялися високою якістю.
Проте, виявилось недостатнім просто помістити відскановані зображення у відповідний RGB-канал. Течія води, рух хмар по небу, дим і практично непомітні рухи осіб давали спотворення кольорів у вигляді видовищного веселкового ефекту. Ці спотворення практично неможливо було виправити в ручний спосіб. У 2004 році було укладено контракт з Блез Агвера і Аркас на розробку інструментів для автоматичної корекції цифрових фотографій, отриманих за допомогою сканування чорно-білих позитивів (опис процесу англійською мовою).
Всього колекція Прокудіна-Горського налічує 1902 кольорових і близько 1000 чорно-білих фотографій. Їх реставрація й обробка продовжується досі.

## Галерея
Серед найвідоміших фотографій Сергія Прокудіна-Горського:

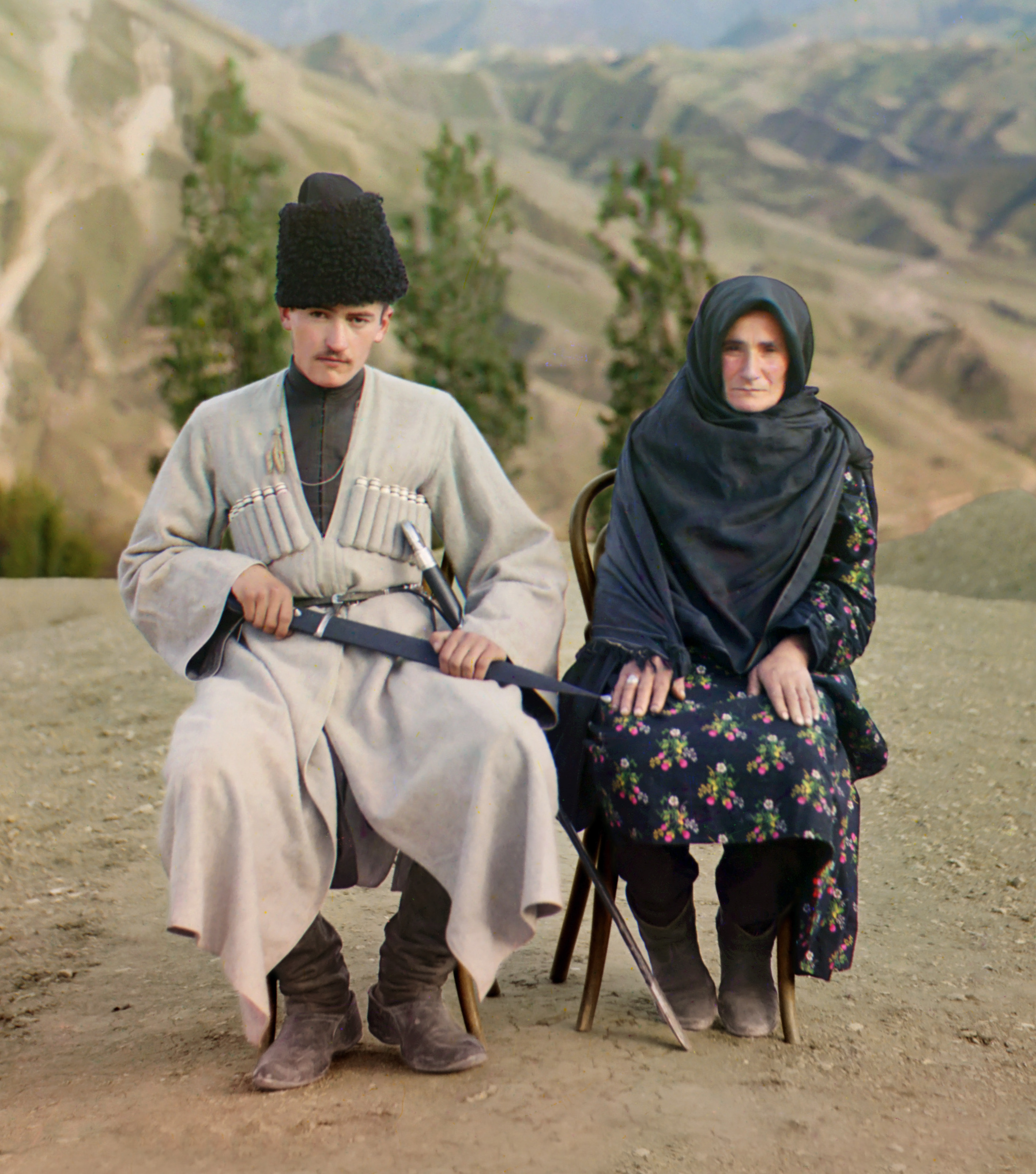
Дагестанські чоловік та жінка (1904)
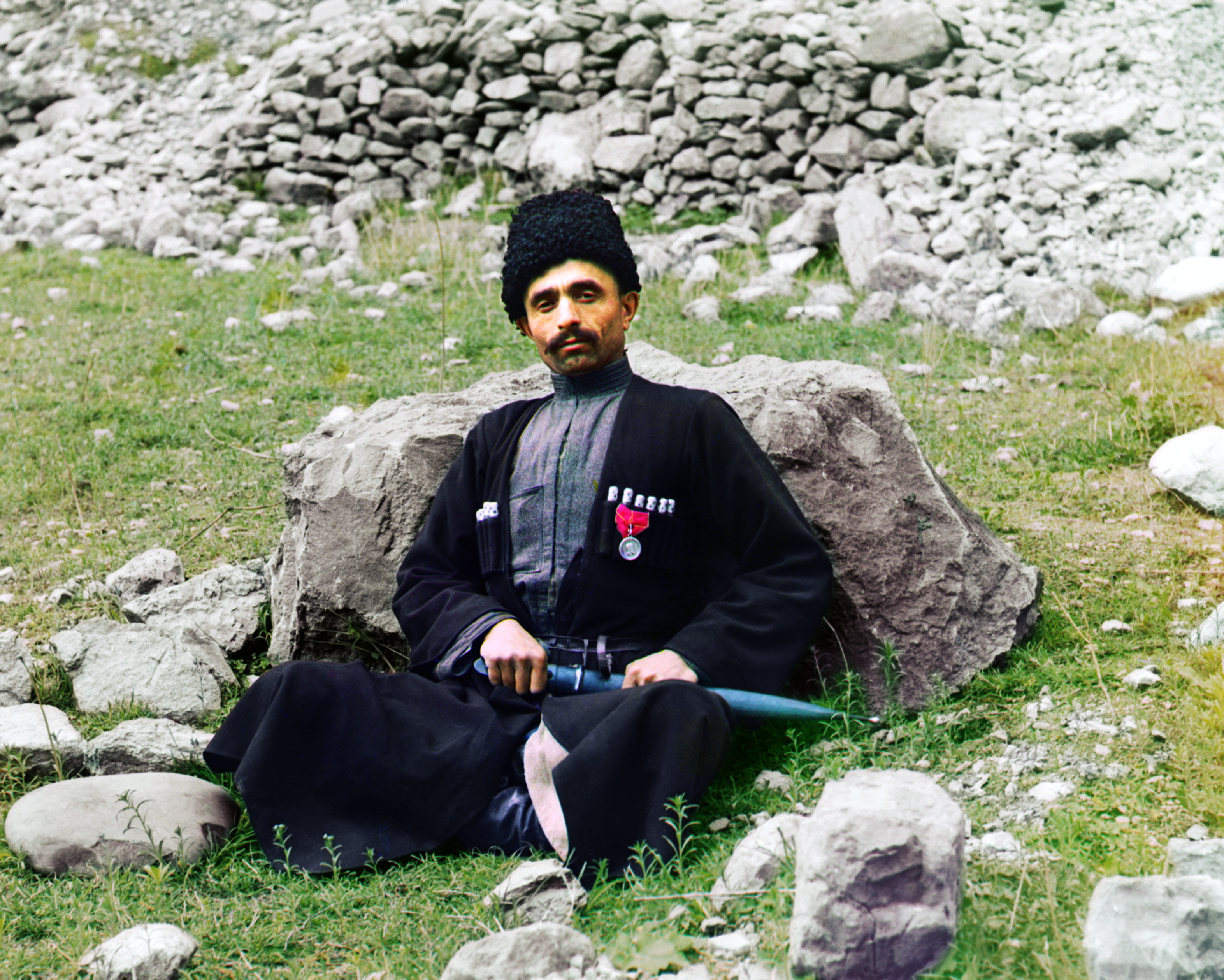
Дагестанський чоловік (1904)
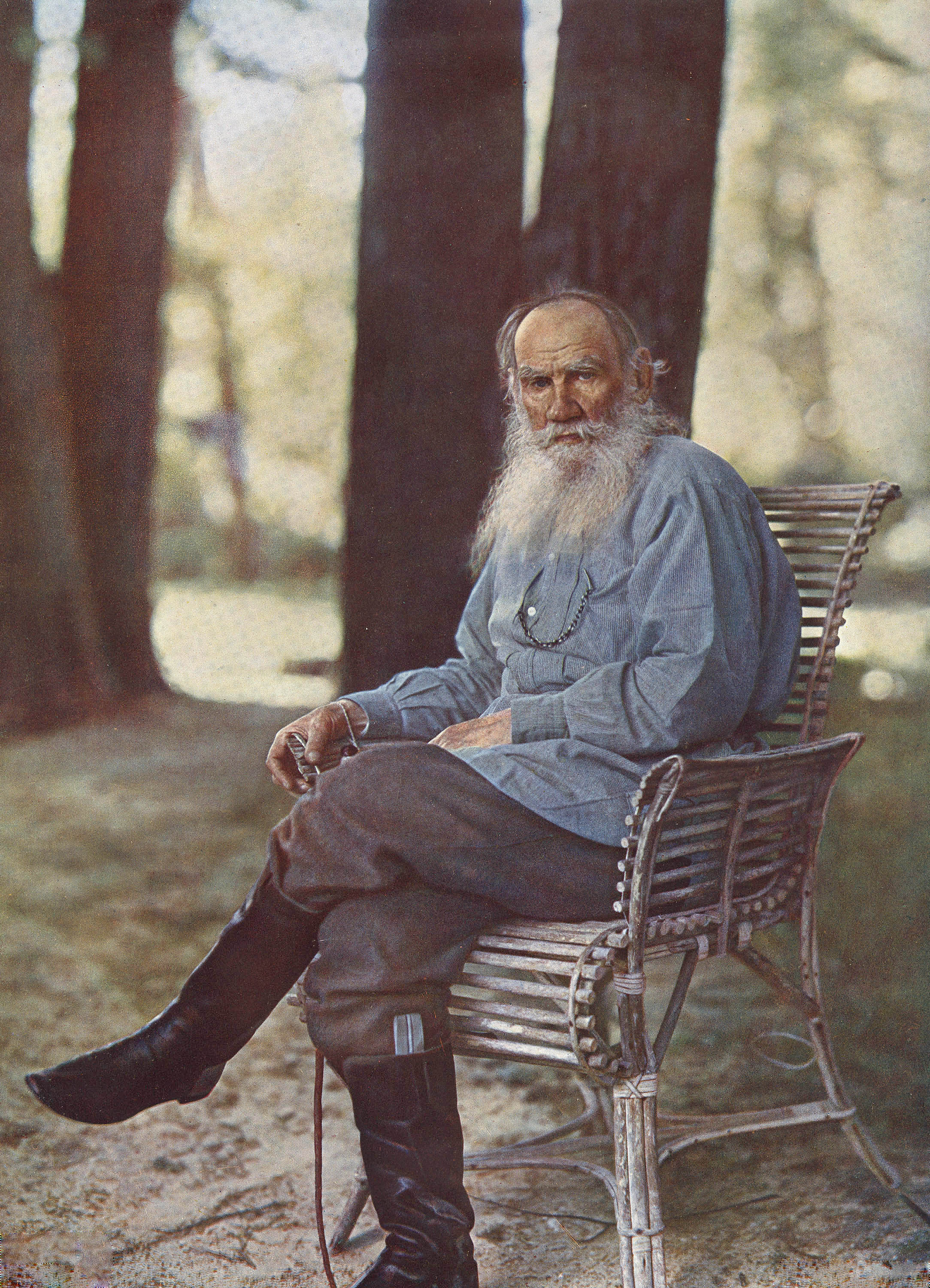
Лев Толстой у Ясній Поляні, фото зроблене 23 травня 1908
Юні російські селянки (1909)
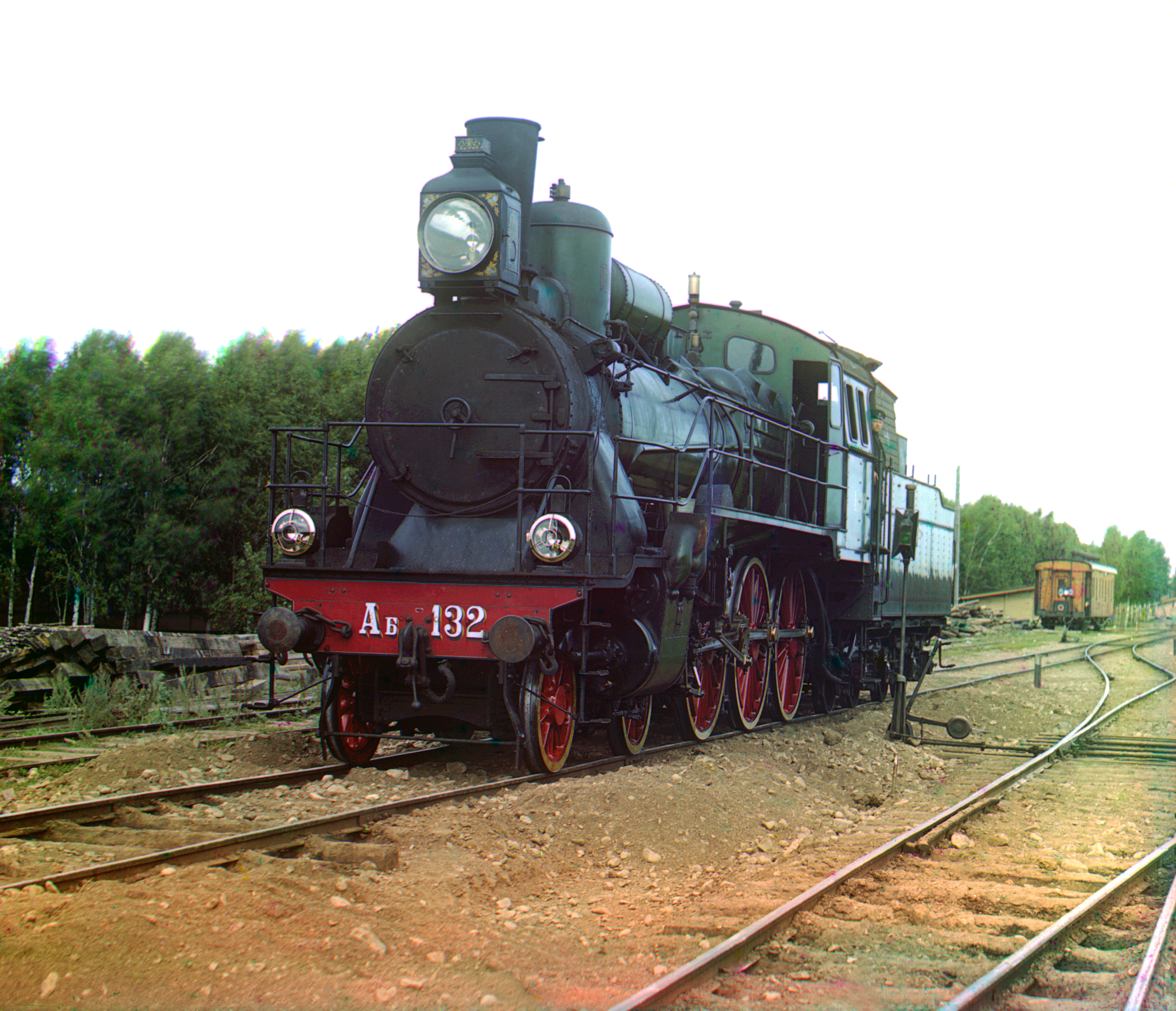
Паровоз на станції біля Пермі (1910)
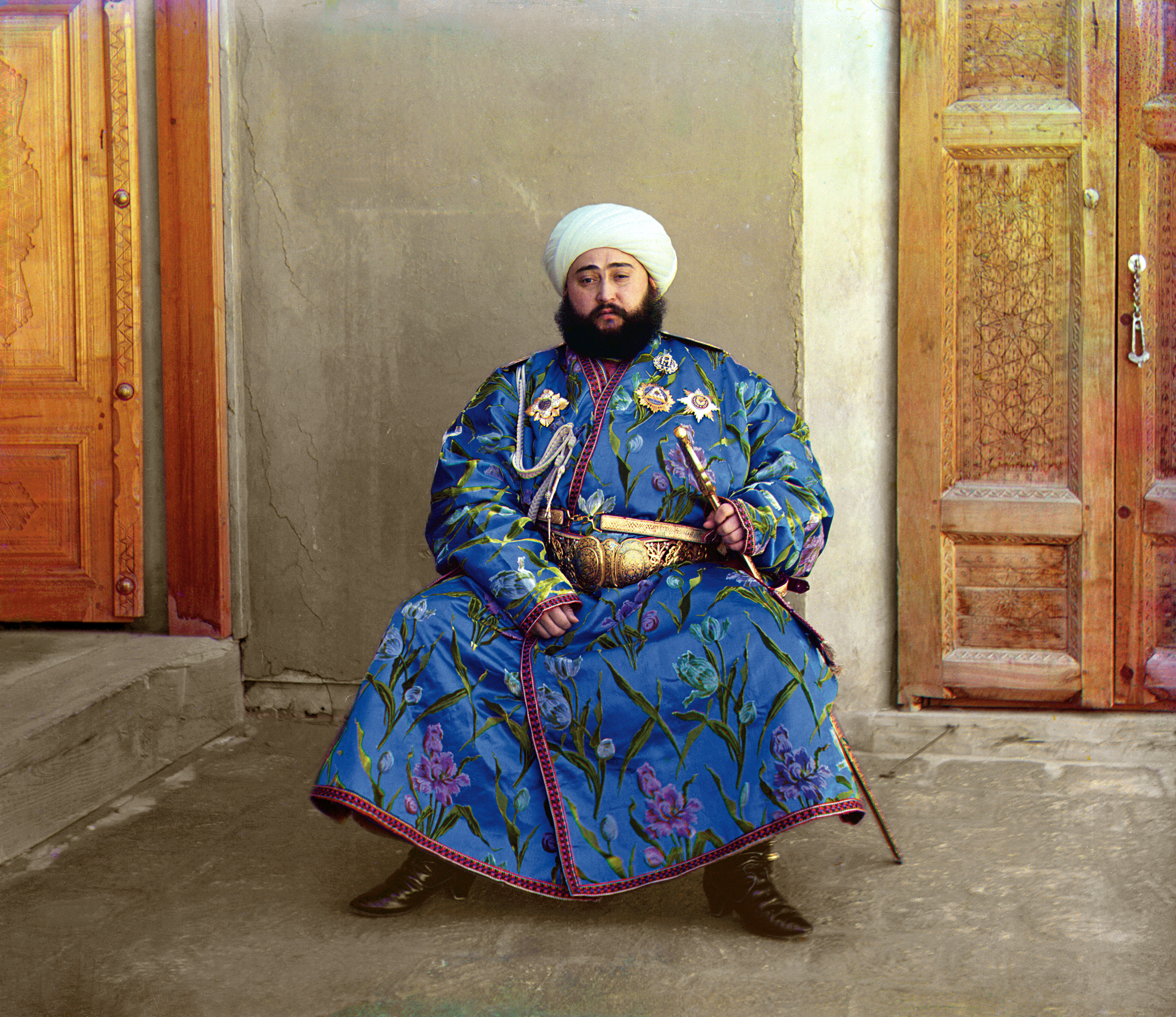
Алім Хан, емір Бухари (1911)
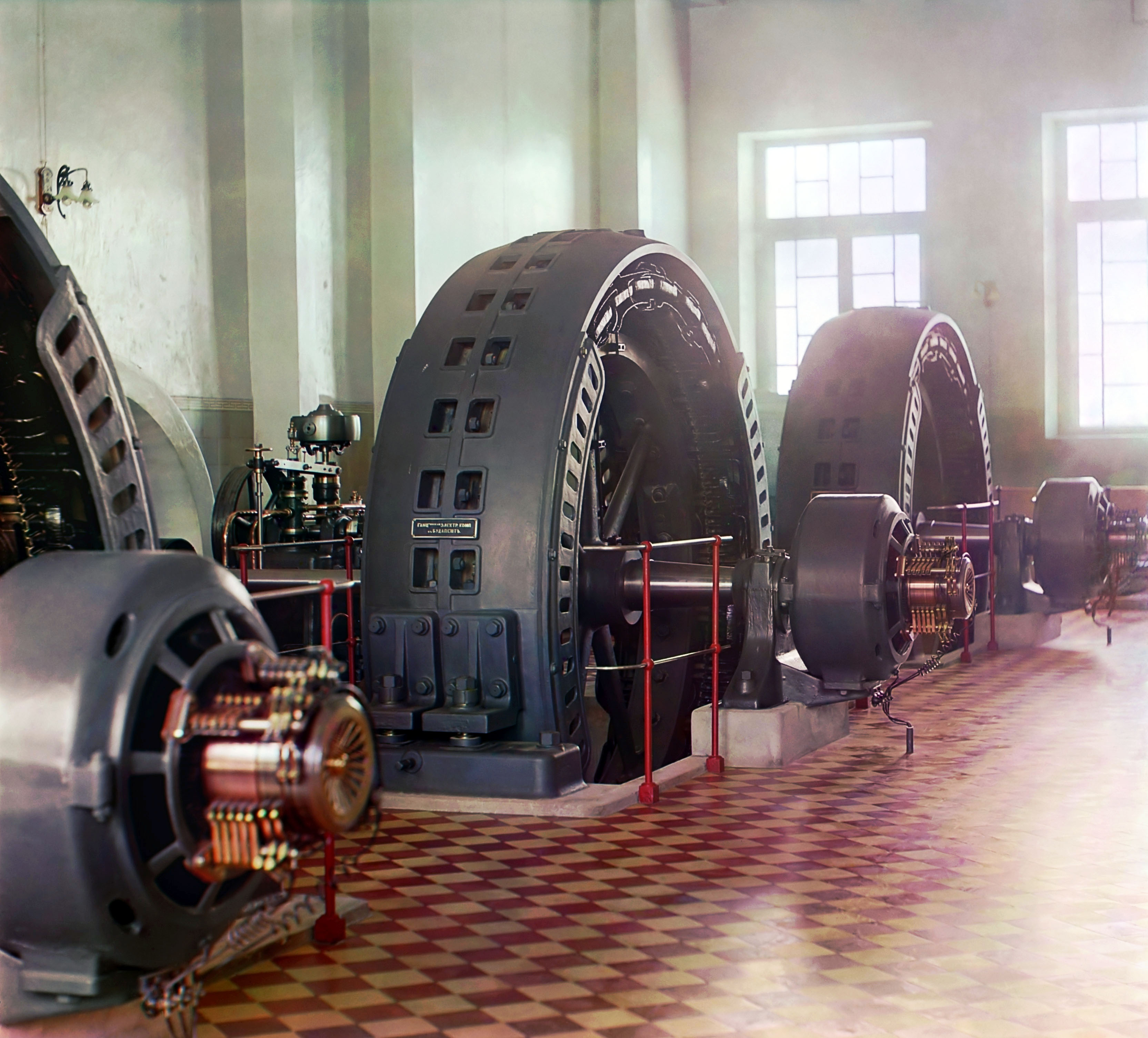
Найбільша гідроелектростанція Російської імперії (1911)
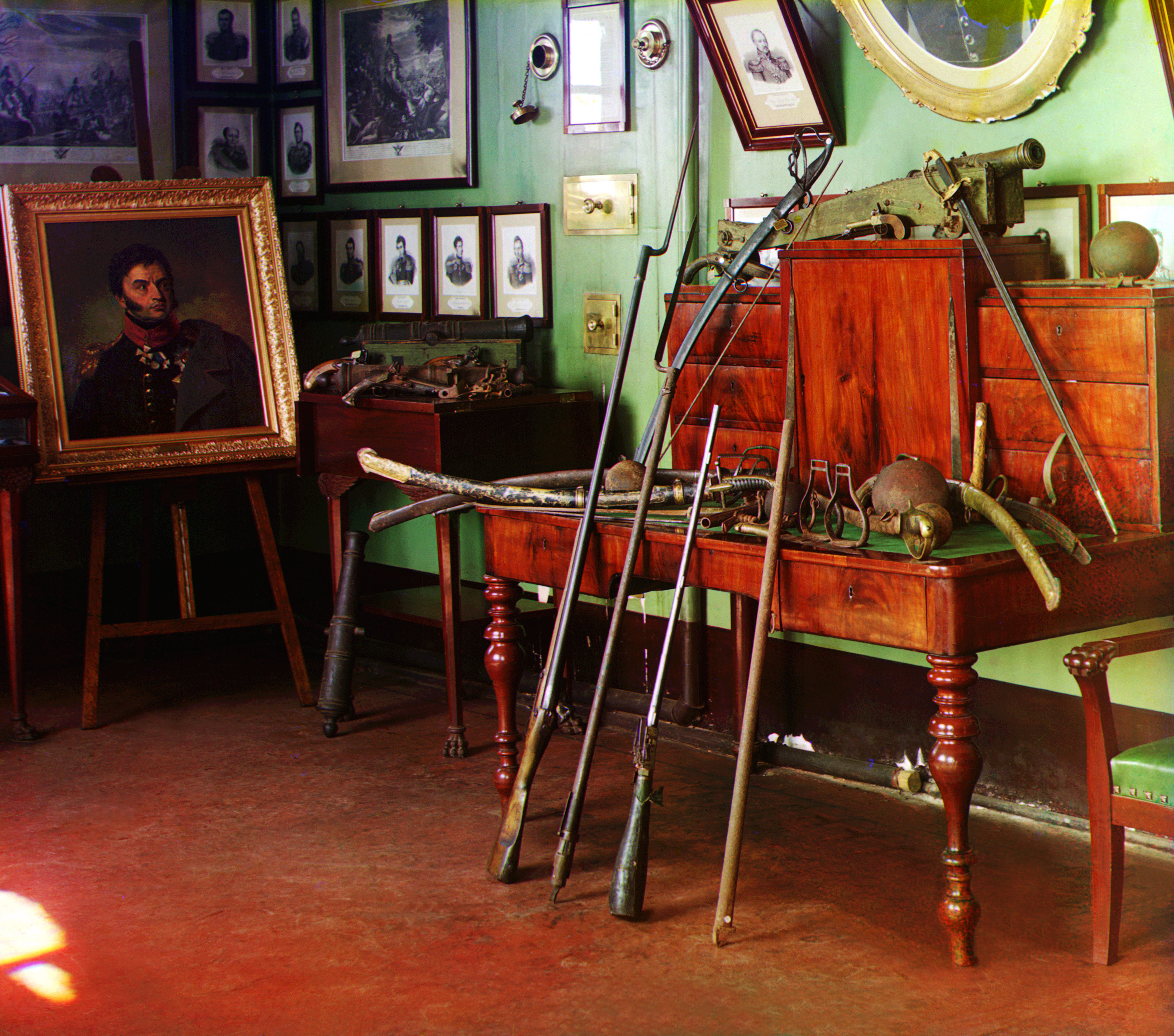
Музей Бородіно (1911)
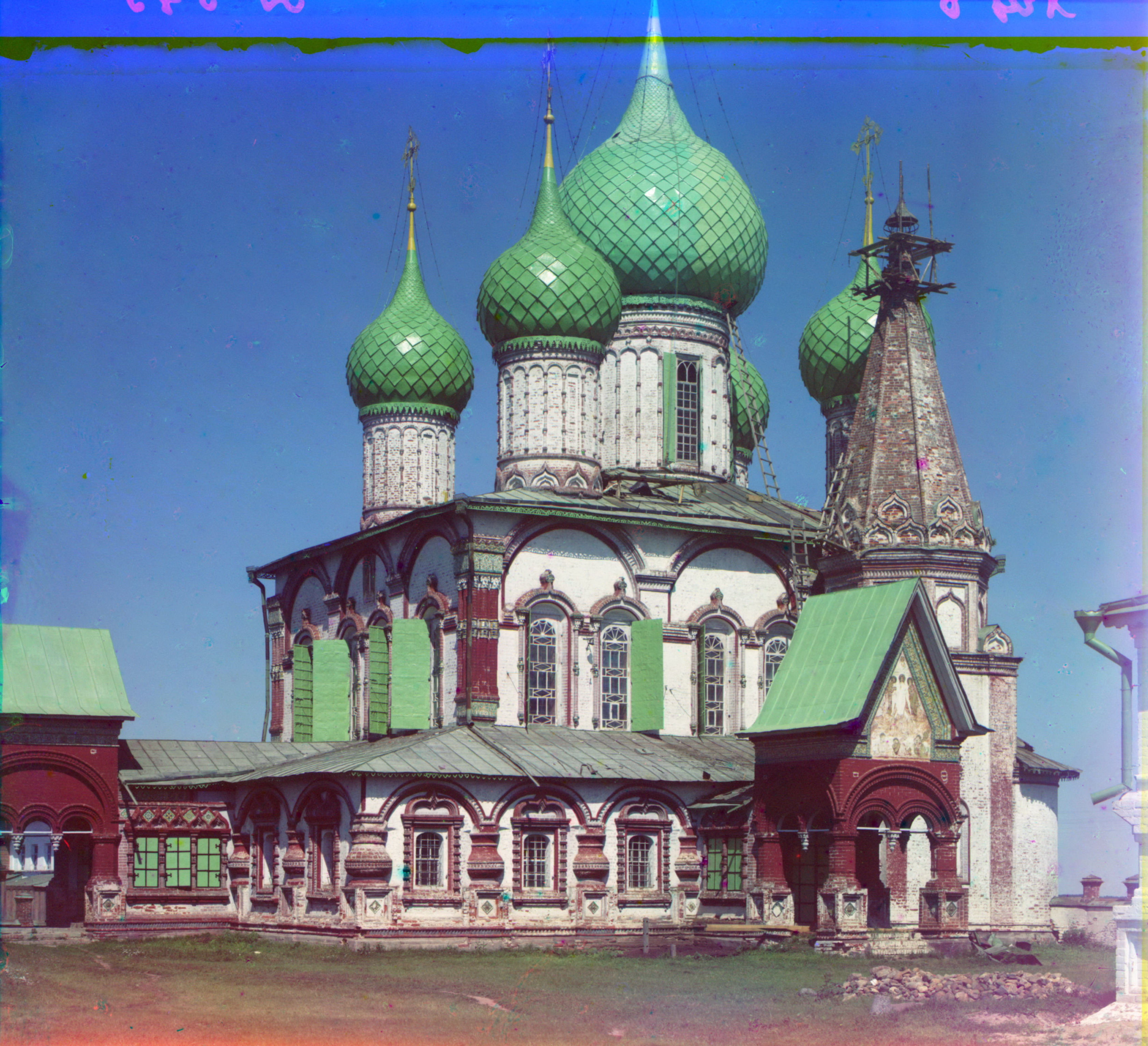
Церква Іоана Златоуста, Ярославль (1911)
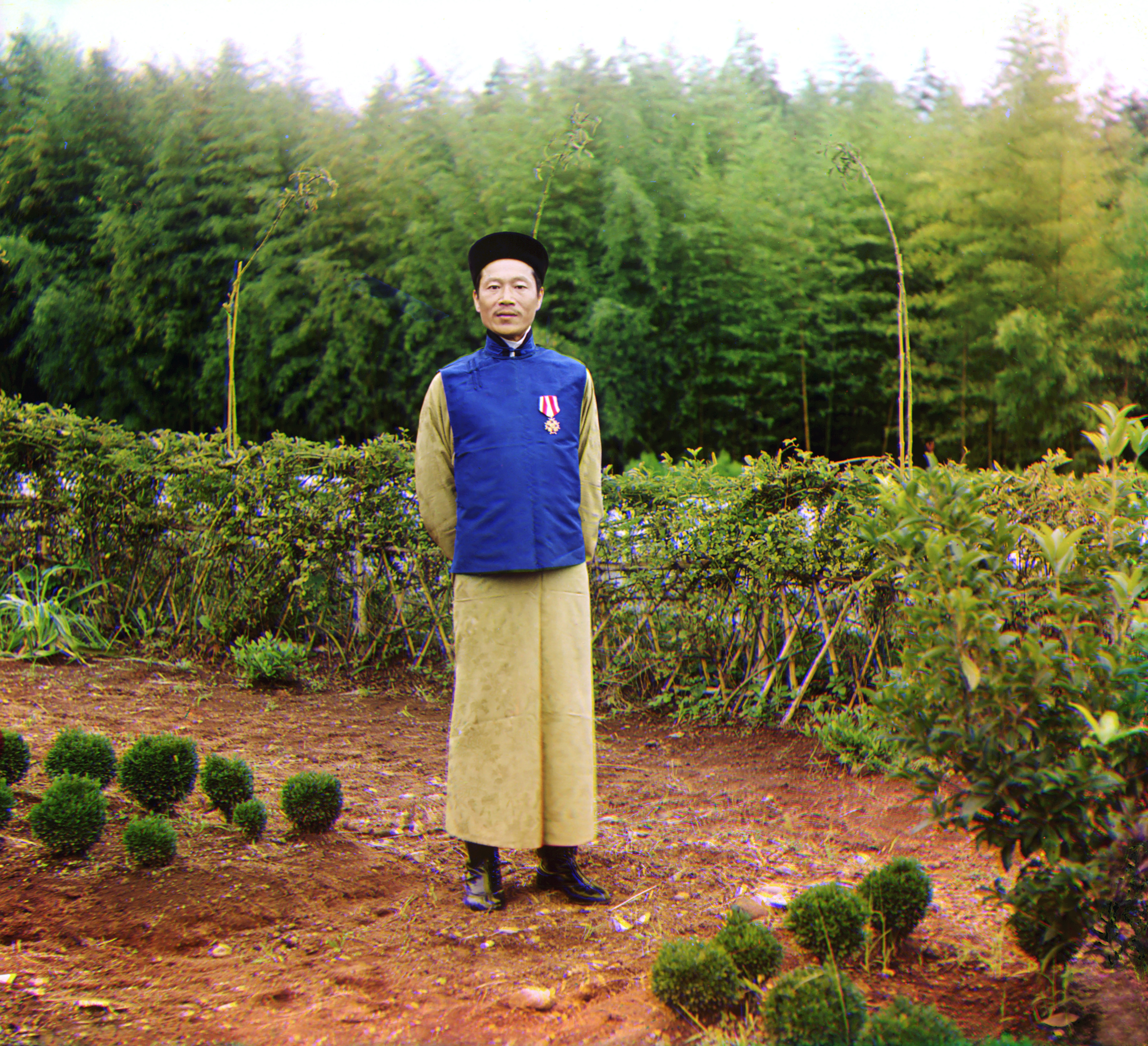
Чайна плантація у Чакві, Грузія
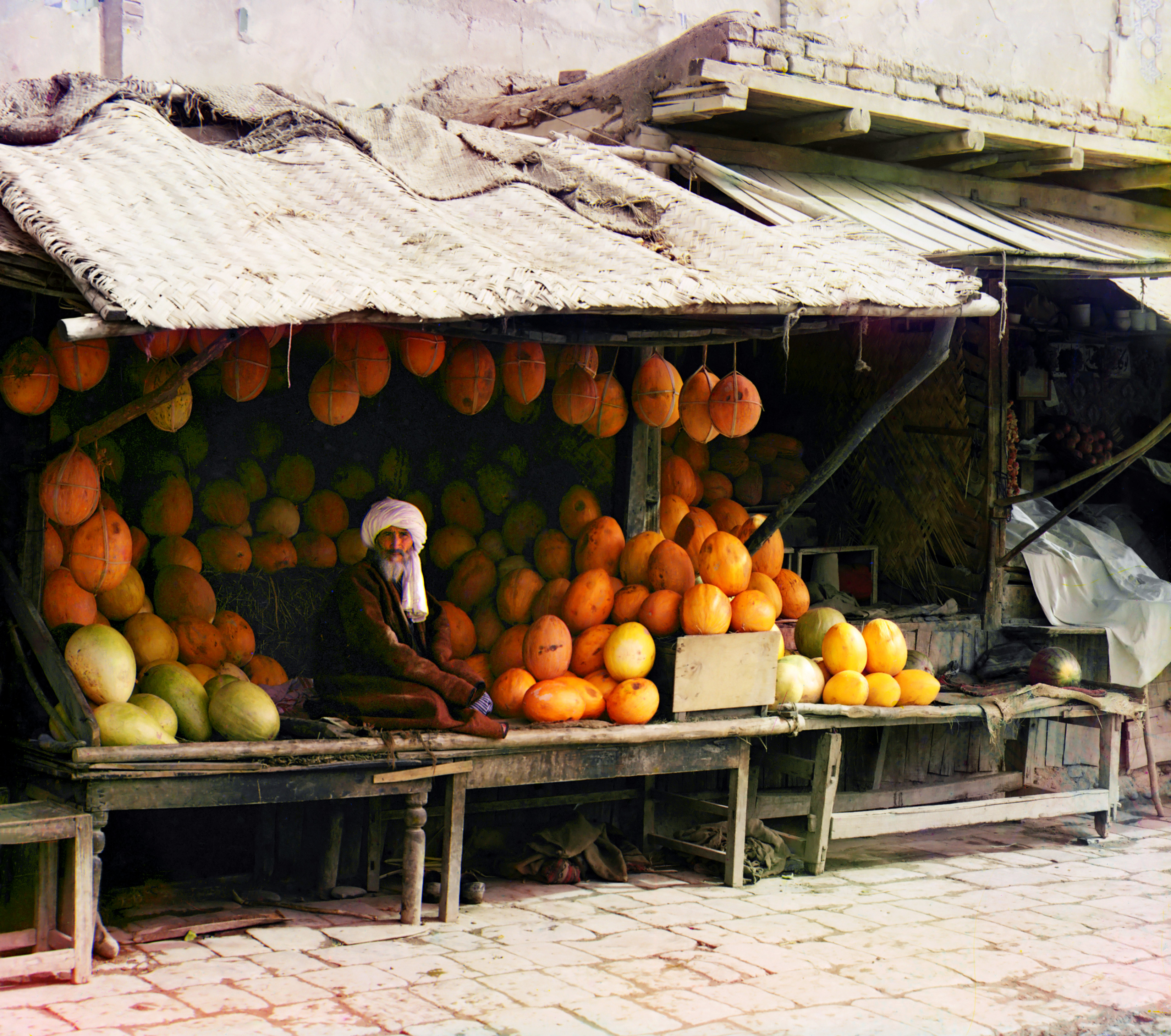
Продавець динь у Самарканді (між 1905 і 1915 роками)

Серед нечисленних фотографій України Прокудіна-Горського:

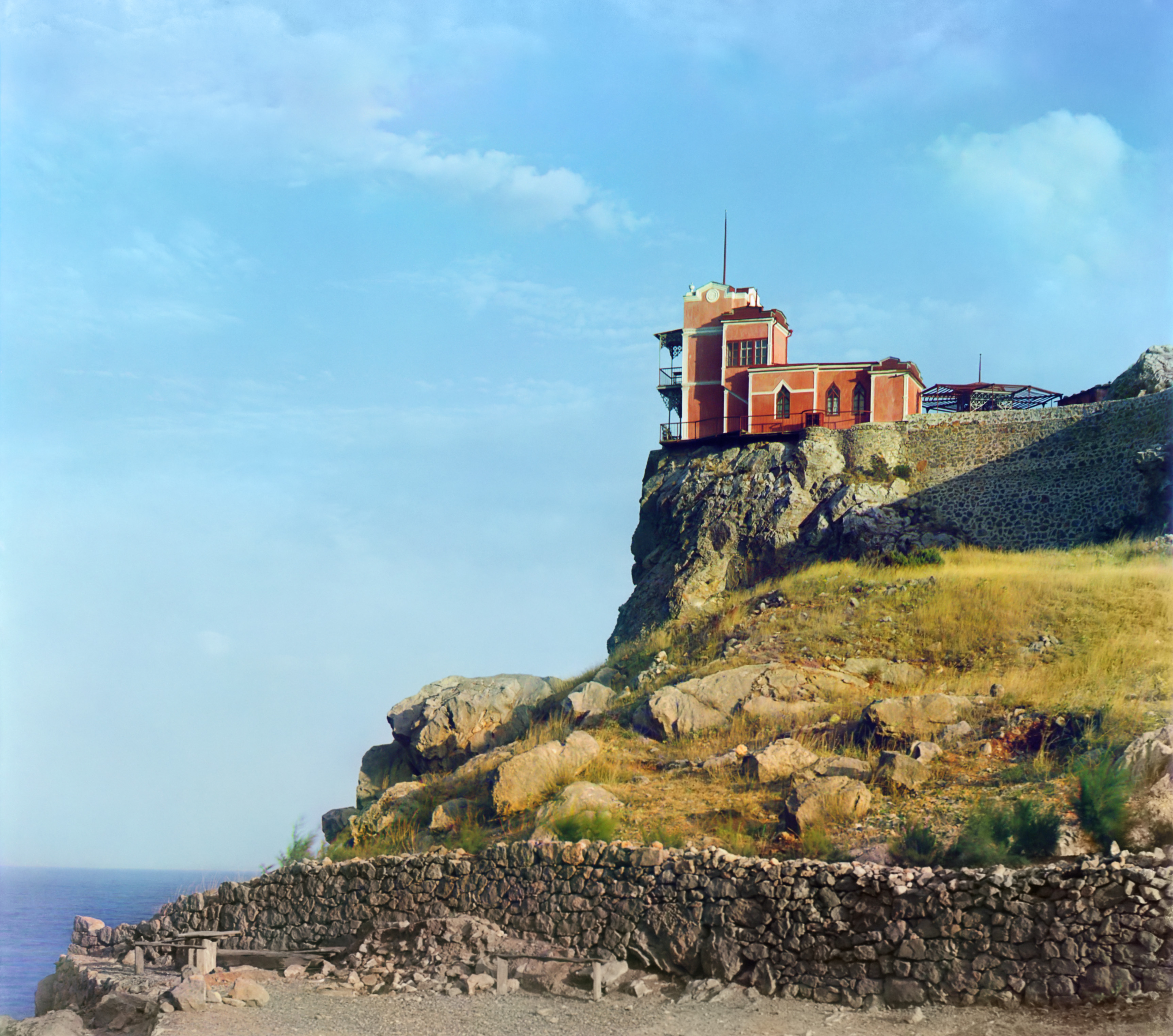
Ластівчине гніздо (1905)
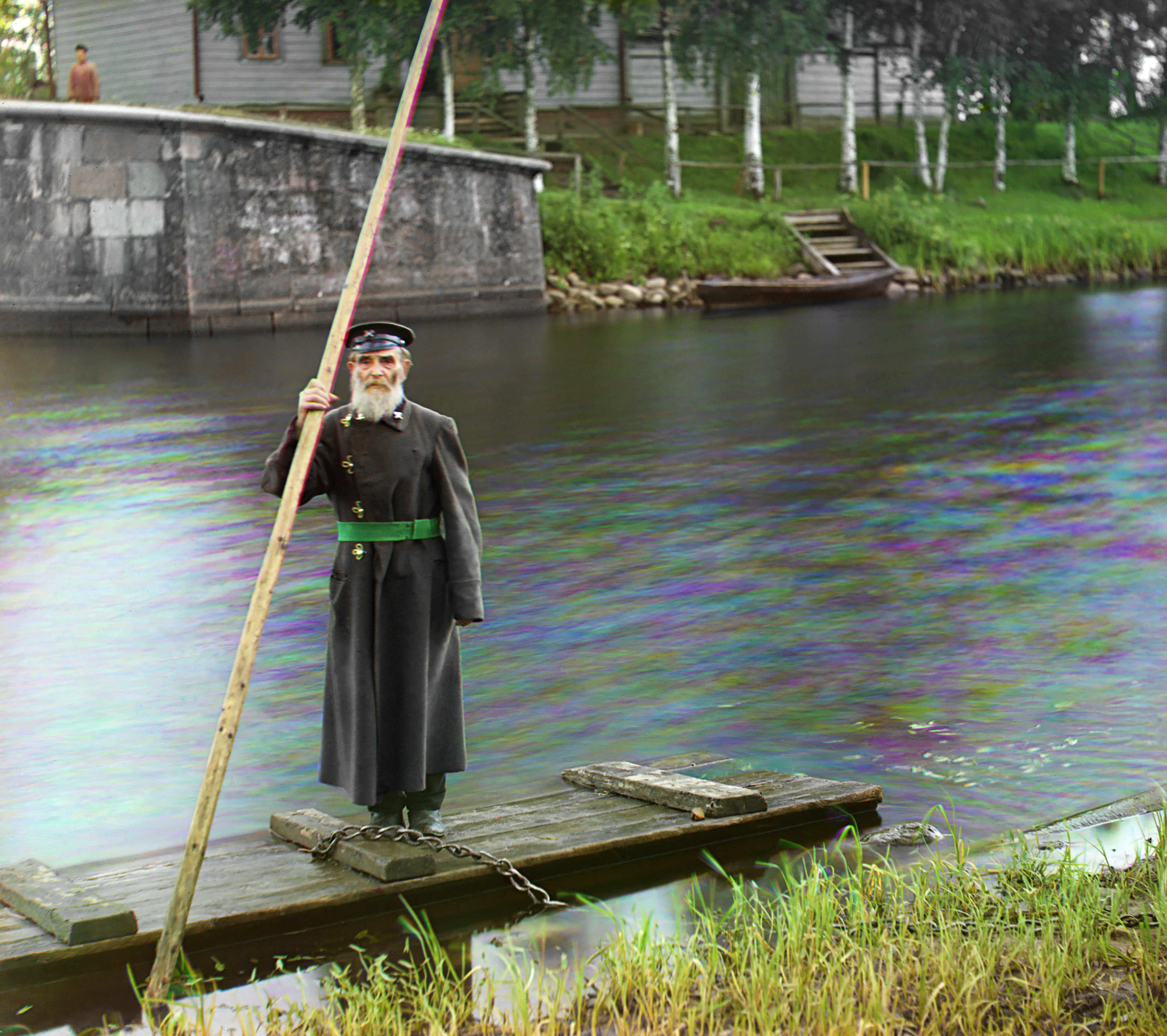
Доглядач чернігівського водоспуску, 84 роки, 66 років служби (1909)
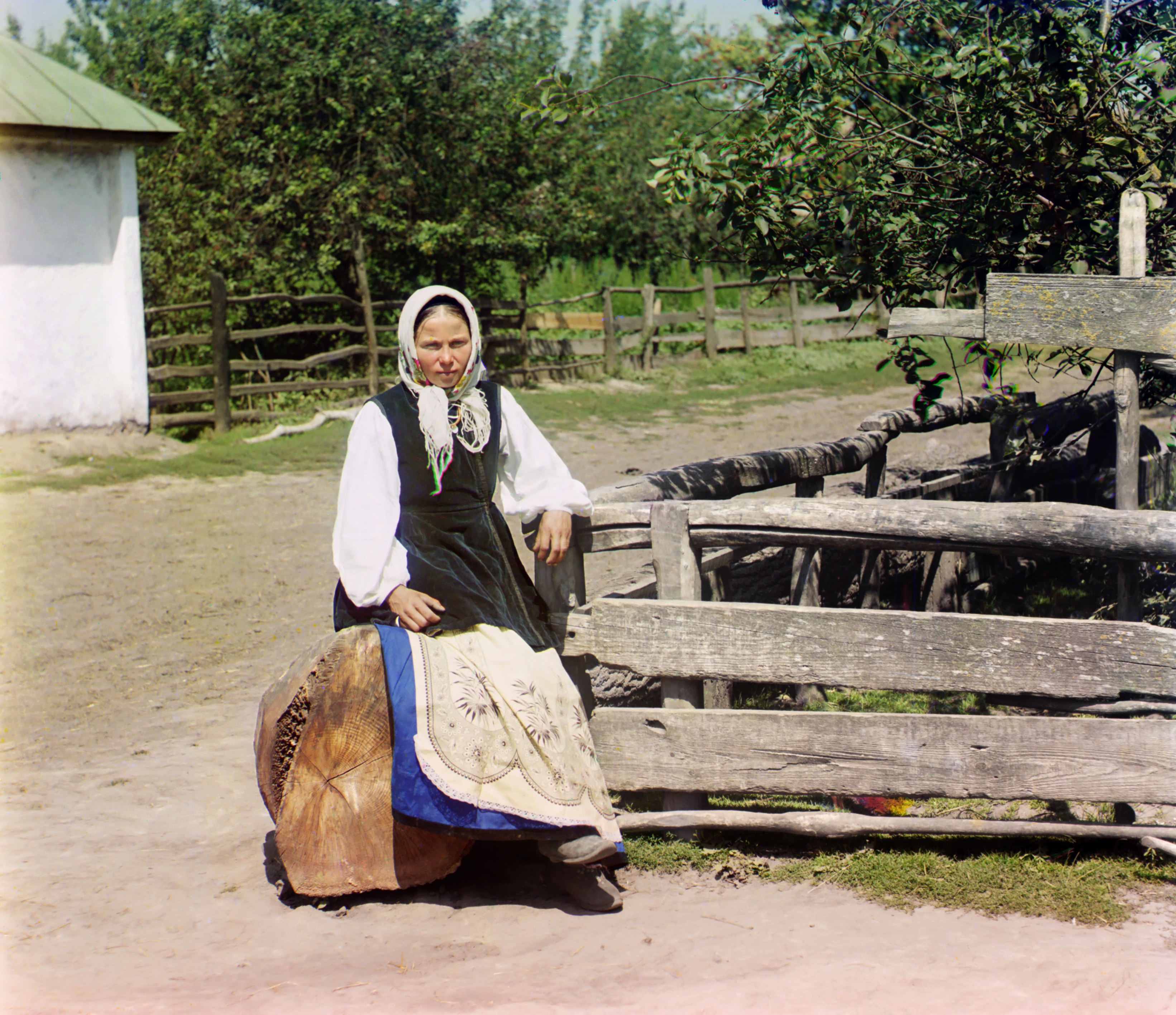
Українська селянка
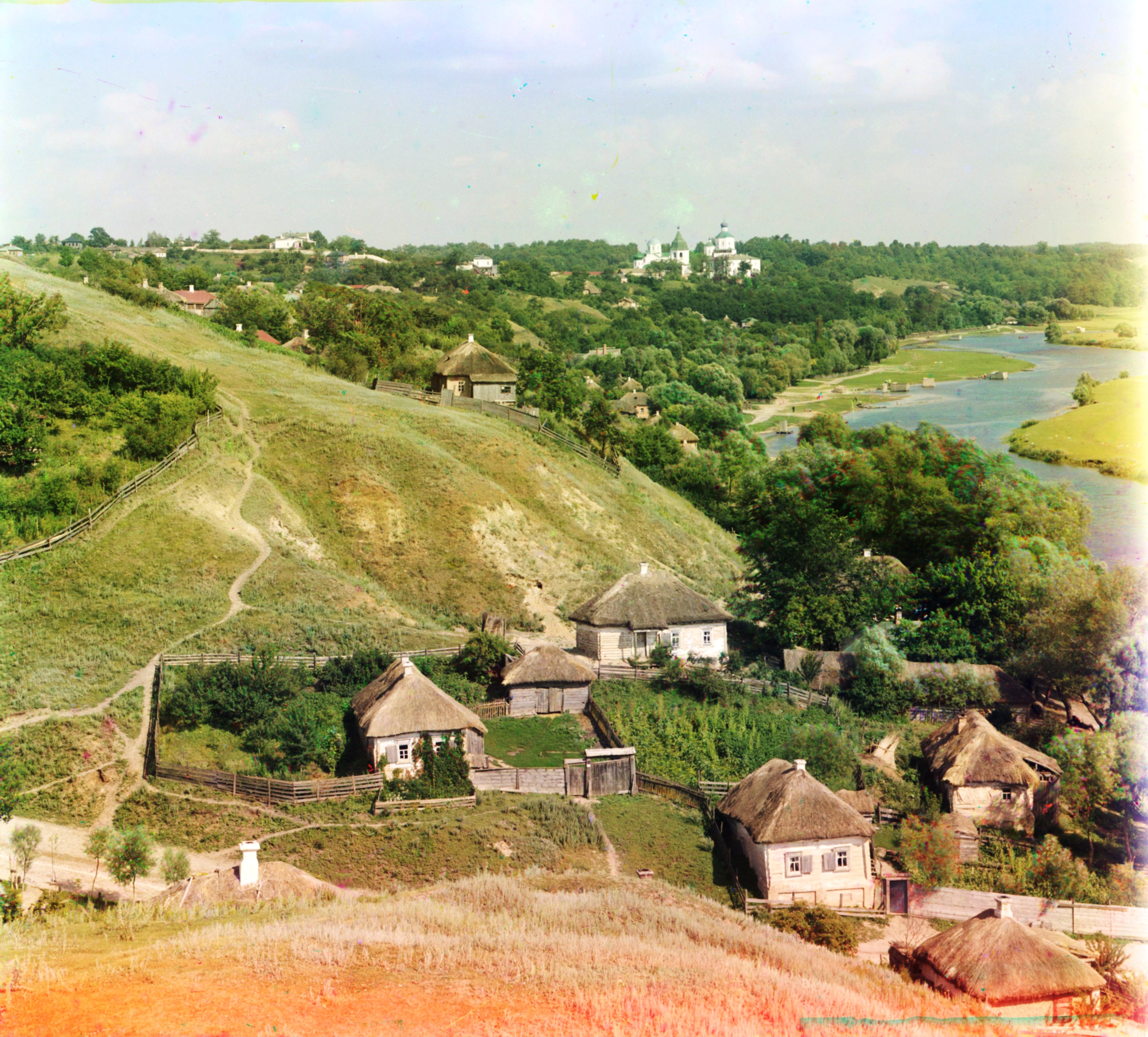
Путивль
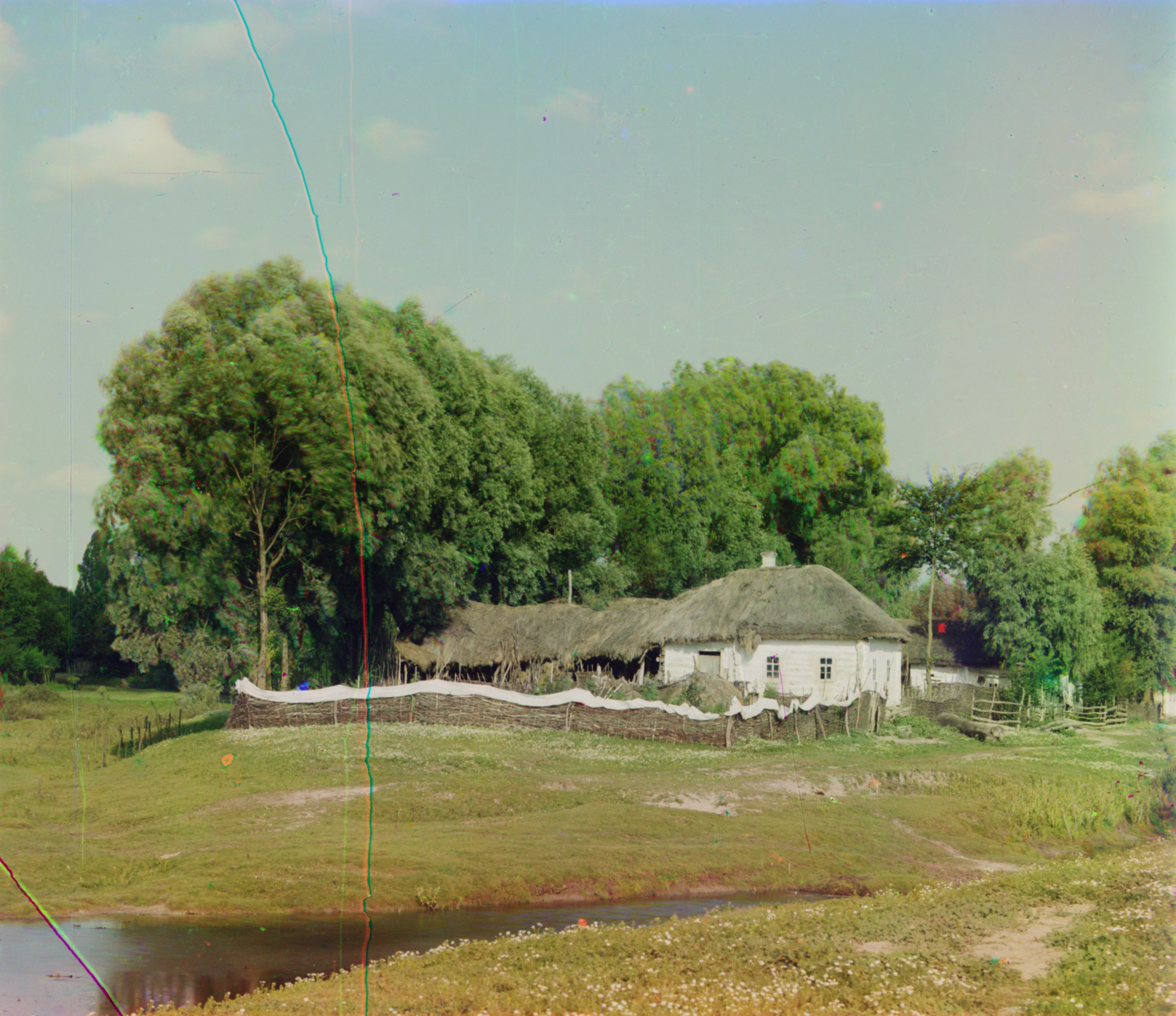
Українська хатина
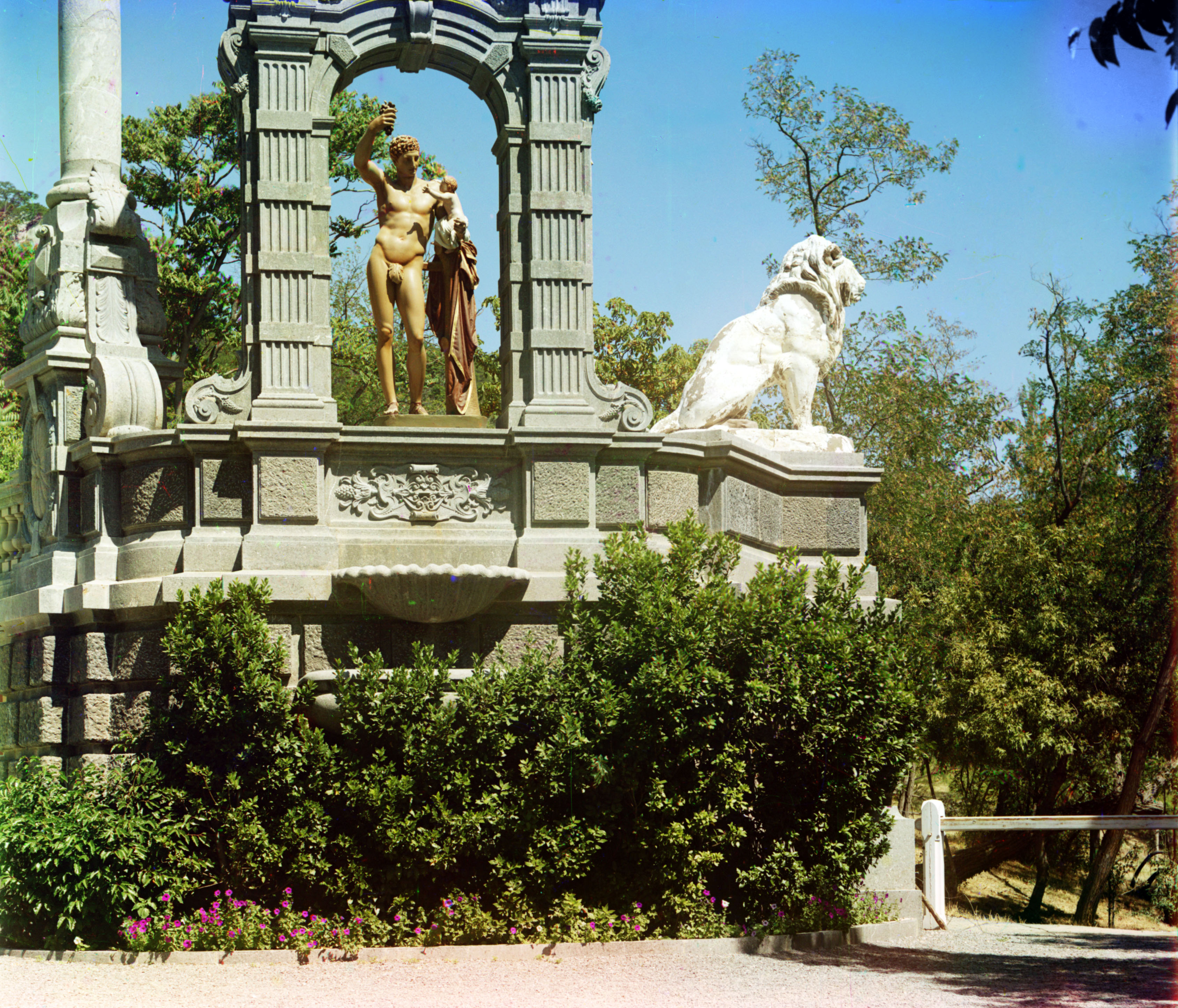
Алупка